# Slough
Slough ( /slaʊ/) es una ciudad situada en Berkshire, Inglaterra (Reino Unido). Tiene una población estimada, a mediados de 2020, de 149 577 habitantes.
Es parte del área metropolitana de Londres.

## Historia
La mayor parte del área era tradicionalmente parte de Buckinghamshire y se formó con el paso de los años por la amalgamación de aldeas a lo largo de la Great West Road, entre Londres, al este, y Bath y Bristol, al oeste. Los primeros registros del uso del nombre son como Slo en 1196, Sloo en 1336, y Le Slowe, Slowe o Slow en 1437. El nombre probablemente deriva de la gran cantidad de sloughs (pantanos) en el área, aunque algunos piensan que puede referirse a los endrinos (en inglés, sloes) que crecen en la zona. La denominación parece haber sido aplicada a una aldea ubicada entre Upton y Chalvey.
El astrónomo William Herschel (1738-1822) y su hermana Caroline diseñaron el primer mapa verdadero del universo con un telescopio que William construyó en su jardín en Windsor Road. Un monumento en Windsor Road conmemora su hazaña. William se casó y fue enterrado en la iglesia de St Laurence. También se cree que Joseph Haydn visitó Slough y se encontró con Herschel. Según lo que se cuenta, Haydn le preguntó al astrónomo su opinión sobre la historia bíblica de la creación del mundo en siete días. No se conoce la respuesta de Herschel, pero Haydn volvió y escribió su famoso oratorio llamado "La Creación" (Die Schöpfung).[cita requerida]

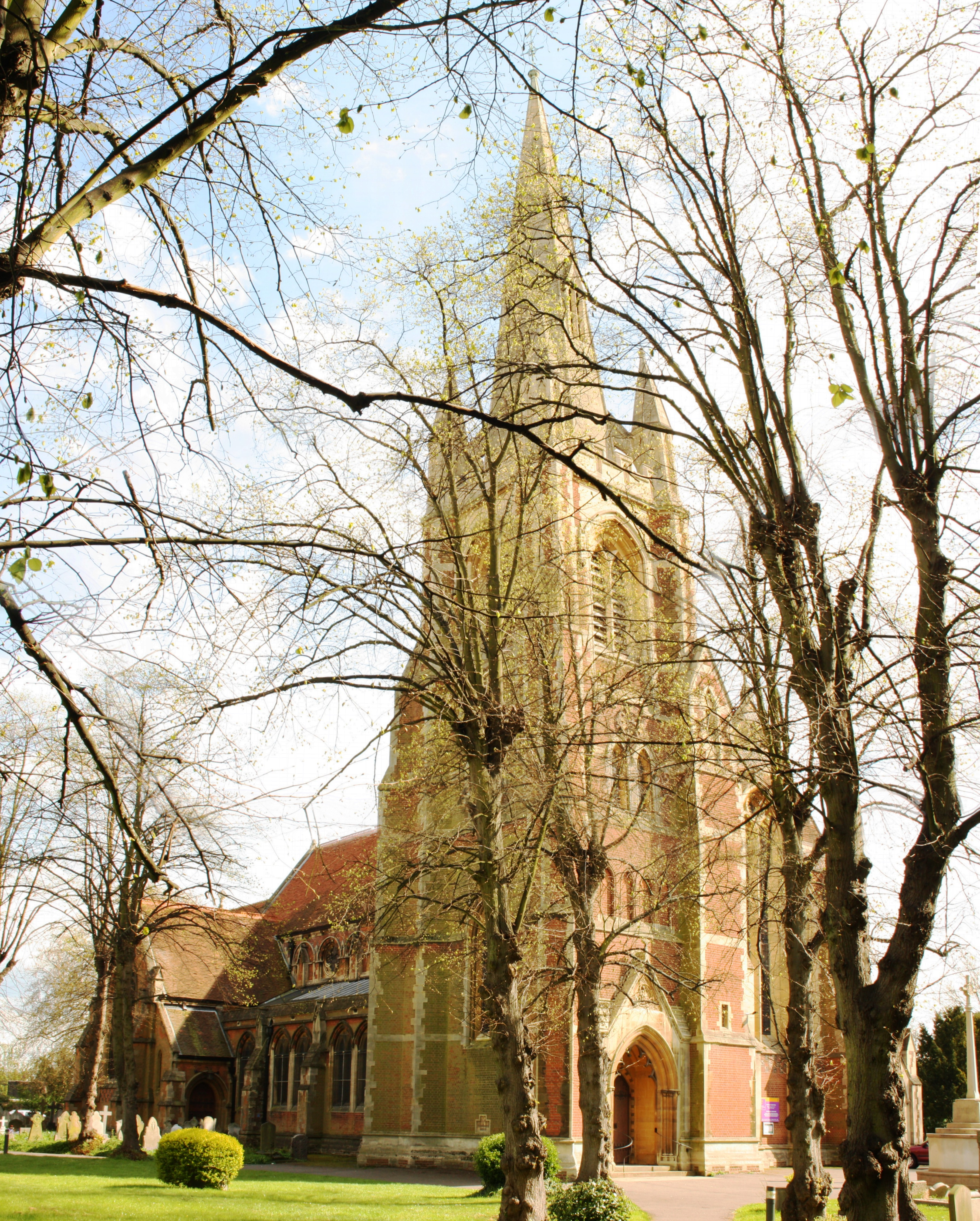
Iglesia St Mary, edificio protegido Grado I

La llegada del ferrocarril a Slough en 1840 llevó a la reina Victoria a hacer su primer viaje en ferrocarril desde la estación de Slough hasta el puente de Bishop, cerca de Paddington, en 1842. En los años posteriores se construyó una línea desde la estación de Slough hasta el centro de Windsor para mayor conveniencia de la reina.
El 1 de enero de 1845, John Tawell, quien había vuelto recientemente de Australia, asesinó a su amante, Sarah Hart, en Salt Hill, Slough, por envenenamiento con ácido cianhídrico. Tawell huyó a la estación de Slough y tomó un tren a Paddington. Afortunadamente, el telégrafo eléctrico había sido recientemente instalado y se envió un mensaje a Paddington con los detalles de Tawell, quien fue posteriormente arrestado y ejecutado por el asesinato en Aylesbury el 28 de marzo de 1845. Se cree que este es el primer caso en el que el telégrafo intervino en la aprehensión de un asesino.
Una parte de tierra dedicada a la agricultura al oeste de Slough sirvió para guardar un gran número de vehículos que regresaban de la Primera Guerra Mundial en Flandes. En abril de 1920 el Gobierno vendió el sitio y lo que allí había a la empresa Slough Trading Estate. Un espectacular crecimiento en el empleo sobrevino, con Slough atrayendo trabajadores de muchas partes del Reino Unido y del exterior. Grandes housing estates (complejos de viviendas) fueron edificados para alojar a los trabajadores y sus familias, notablemente Manor Park y Cippenham.
Después de la Segunda Guerra Mundial se edificaron grandes construcciones para la gente que emigraba de la ciudad de Londres dañada por la guerra, notablemente en Britwell, Langley y Wexham Court.
A principios de la década de 1970 la ruta A4 fue desviada hacia Wellington Street, al norte y en paralelo a la High Street. Este desvío permitió la construcción de un gran complejo comercial, Queensmere, entre la High Street y Wellington Street.
Slough fue incorporado a Berkshire en la reorganización gubernamental local de 1974. El 1 de abril de 1995, Slough se amplió mínimamente hacia Buckinghamshire y Surrey.

## Sector empresarial
Antes de 1800 las principales actividades en Slough eran la agricultura y la fabricación de ladrillos. Por ejemplo, los ladrillos para la construcción del Colegio de Eton fueron fabricados en Slough.
Durante estos años el único empresario no dedicado a la fabricación de ladrillos fue James Elliman, que empezó en la venta de ropa en Chandos Street. En 1847, cambió su negocio y creó las cremas para la piel Elliman´s Embrocation y Royal Embrocation. Elliman se volvió uno de los principales benefactores de la ciudad, y hoy en día es recordado con el nombre de calles y escuelas locales.
En 1906, James Horlick, uno de los fundadores de la epónima compañía de leche malteada, abrió una fábrica construida con ladrillos cerca de la estación de tren de Slough para manufacturar su leche malteada.
A principios de la década de 1920, Slough Estates Ltd, el operador del original Slough Trading Estate, creó y operó muchas más propiedades en el Reino Unido y en el exterior.
A lo largo de los años, muchas de las principales compañías se ubicaron en el Slough Trading Estate por su proximidad al aeropuerto Heathrow, de Londres, y su atractivas conexiones por autopistas.
En 1960, la compañía cinematográfica de Gerry Anderson tuvo su sede en Slough y su serie Supermarionation, que incluía Thunderbirds, fue filmada allí.
La sede europea de Mars, Incorporated está en Slough.
Entre las empresas que recientemente se han instalado en la ciudad están Nintendo, Ferrari, Fiat, Maserati, y la popular empresa en línea, Amazon.com.
Dada su cercanía con el aeropuerto de Heathrow y con el castillo de Windsor, dispone de una variada oferta de hoteles de algunas de las principales cadenas internacionales, como Holiday Inn, Marriott y Hilton.

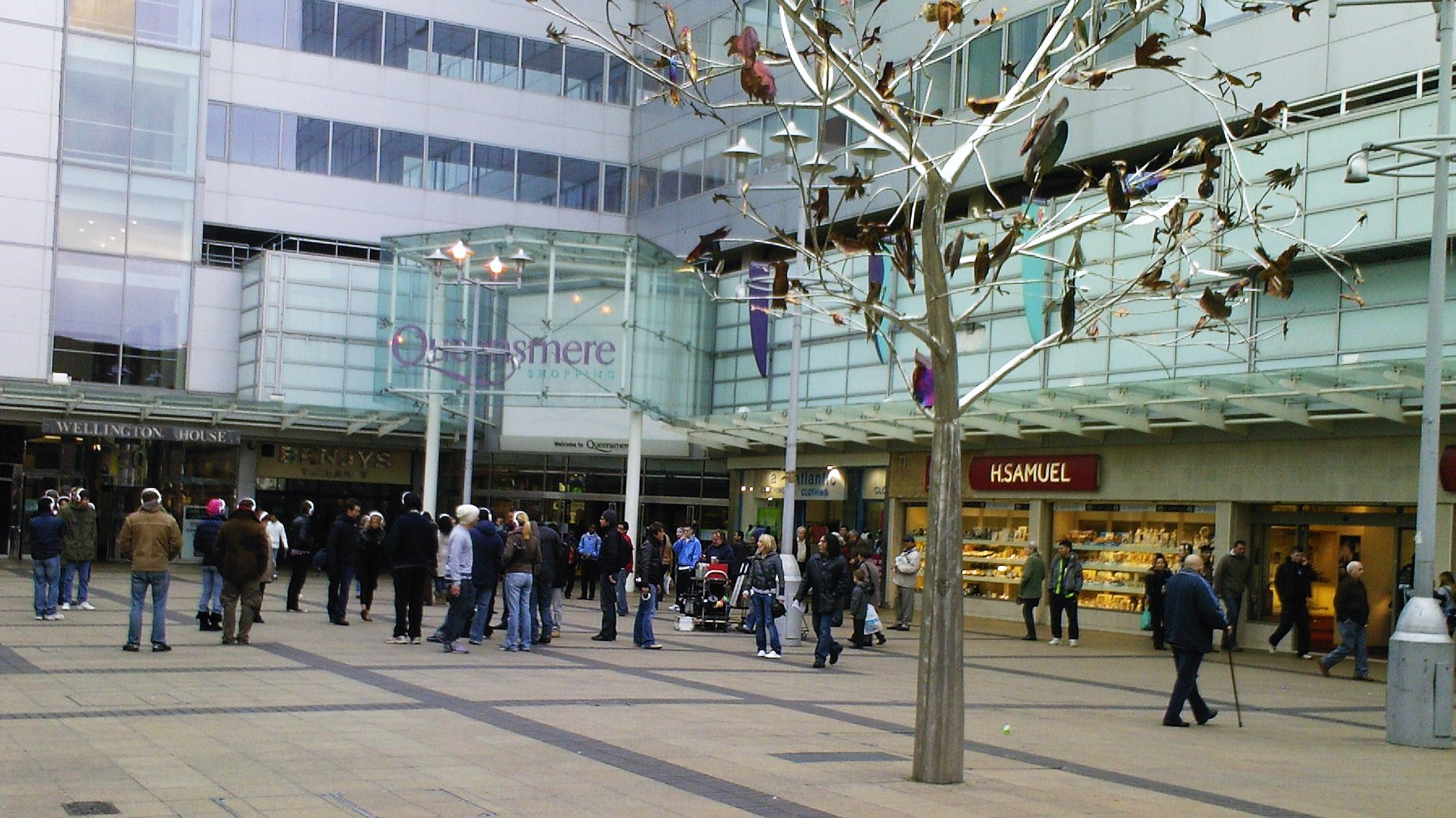
Queensmere Shopping Centre, remodelado como parte del Proyecto Heart of Slough

## Críticas hacia Slough
Slough ha sido sujeto de muchas críticas. El poeta John Betjeman escribió en 1937 su poema Slough como una protesta contra la nueva ciudad y las 850 fábricas que se habían construido sobre un área rural.
Come, friendly bombs, and fall on Slough (Vengan, bombas amistosas, y caigan en Slough)
It isn't fit for humans now (No es para humanos ahora)
There is not grass to feed a cow (No hay pasto para alimentar a una vaca)
Swarm over, death! (Avasállanos desde arriba, Muerte!)
Como una broma, el comediante Spike Milligan presentó a Slough en televisión como un centro vacacional. En una posible referencia hacia eso, la canción de 1998 "Costa del Slough" por la banda de rock Marillion posiciona a la ciudad como un centro vacacional post-calentamiento global.
Los Tiger Lillies grabaron una canción titulada Slough, probablemente inspirada en el poema de Betjeman. La letra de la canción dice:
Drop a bomb on Slough, Drop a bomb on Slough (Tira una bomba en Slough, tira una bomba en Slough)
Drop a bomb on Slough, Drop a bomb on Slough (Tira una bomba en Slough, tira una bomba en Slough)
La serie humorística de la BBC The Office está inspirada en Slough, reiterando la visión de Betjeman como un depresivo lugar posindustrial. De hecho, el personaje David Brent comenta el poema de Bentjeman en la serie. El poema también apareció en el interior del video y DVD de la Serie 1.

## Reurbanización
En el siglo XXI, Slough ha visto una importante remodelación del centro de la ciudad. Los edificios antiguos están siendo reemplazados por nuevas oficinas y complejos comerciales. Tesco ha reemplazado un hipermercado existente con un Tesco Extra aún más grande. El Proyecto Heart of Slough es un plan para la remodelación a gran escala del centro de la ciudad como foco y barrio cultural para las industrias de los medios creativos, la información y las comunicaciones.

## Personas famosas asociadas con la ciudad de Slough
- Caroline Herschel
- John Herschel
- William Herschel
- Iain Lee
- Robert Watson-Watt
- Jimmy Carr
- Tracey Ullman